# José Moré Bonet
José Moré Bonet conosciuto anche come Pepe Moré (L'Ametlla del Vallès, 29 gennaio 1953) è un allenatore di calcio ed ex calciatore spagnolo, di ruolo centrocampista.

## Biografia
Suo figlio Xavier Moré Roca, nato nel 1982, è un calciatore.

## Carriera

### Giocatore
Iniziò la carriera nelle giovanili del Barcellona. Giocò con la squadra filiale dei blaugrana dal 1974 al 1976, in Segunda División. Nel 1976 passò al Real Valladolid, sempre in seconda serie. Giocò al Real Valladolid fino alla fine della sua carriera.
Nella stagione 1979-1980 ottenne la promozione in Primera División. Nella stagione 1983-1984 vinse la Coppa della Liga, questo permise al Real Valladolid di disputare la Coppa UEFA nella stagione successiva. Giocò entrambe le partite della sua squadra, che fu eliminata al primo turno dal Rijeka.
Si ritirò nel 1988 e intraprese la carriera da allenatore.

### Allenatore
Allenò in varie tappe il Real Valladolid. 
La prima volta fu a 36 anni, nella stagione 1989-1990, quando subentrò a Josip Skoblar dopo nove giornate di campionato. Debuttò contro il Djurgården in Coppa UEFA (2-2) l'11 novembre.
A febbraio fu sostituito da Fernando Redondo Barcenilla.
Tornò sulla panchina del Real Valladolid nel gennaio 1994, al posto di Felipe Mesones. A fine stagione la squadra vinse i playout per evitare la retrocessione contro il Rayo Vallecano e si confermò in massima serie.
Nella stagione successiva il Real Valladolid iniziò con Víctor Espárrago in panchina. Quando quest'ultimo fu esonerato, dopo 13 giornate, fu richiamato Moré. Restò in carica fino al 19 marzo 1995, quando venne a sua volta esonerato dopo aver perso 5 delle ultime 6 partite di campionato. Fu decisiva una sconfitta contro il Tenerife per 1-4. Venne sostituito ancora una volta da Fernando Redondo Barcenilla.
Tra il 1996 e il 1998 allenò continuativamente il Valladolid B in Segunda División B.
Tornò alla prima squadra nel 2001, per sostituire Francisco Ferraro nelle ultime 10 giornate di campionato. Ottenne la salvezza con un punto di vantaggio sulla zona retrocessione. Moré restò in carica anche per tutta la stagione 2001-2002, in cui il Valladolid arrivò al dodicesimo posto, e nella stagione 2002-2003 (quattordicesimo posto). A fine campionato lasciò il club.
Iniziò la stagione 2004-2005 al Tenerife, in Segunda División. Dopo 21 giornate fu sostituito da José Antonio Barrios.
Nella stagione successiva, subentrò dopo 10 giornate a Juan José Martín-Delgado, sulla panchina del Club Deportivo Castellón, sempre in seconda serie. Portò il club valenzano al dodicesimo posto. Restò in carica anche nella stagione 2006-2007 arrivando al quattordicesimo posto.
Nella stagione successiva guidò il club nelle prime 18 giornate, per poi essere sostituito da José Murcia González.

## Palmarès

### Club
- Coppa della Liga: 1

Real Valladolid: 1983-1984